# Rynek (Katowice)

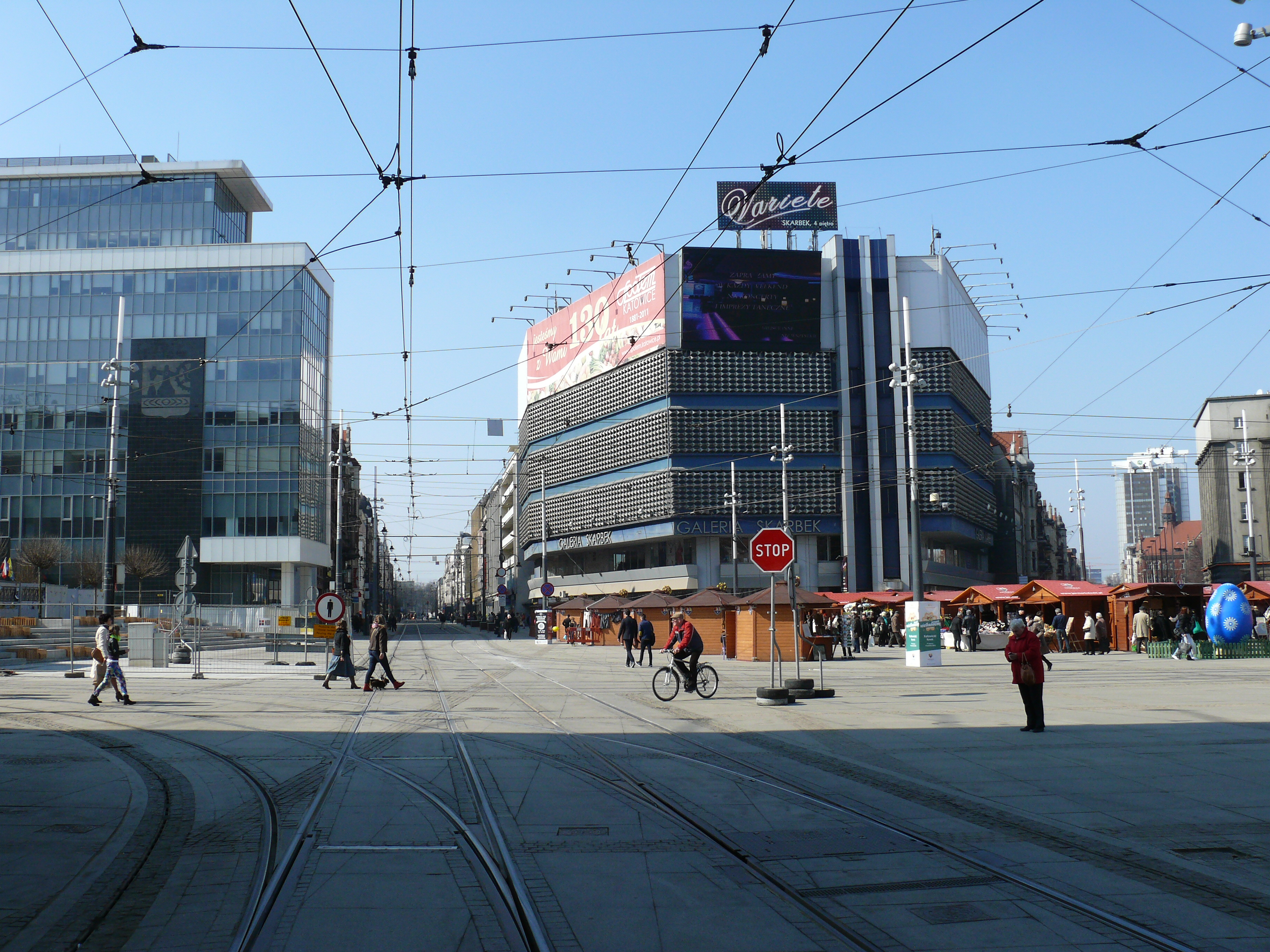
Blick auf den Westteil, entlang der Ulica 3 Maja

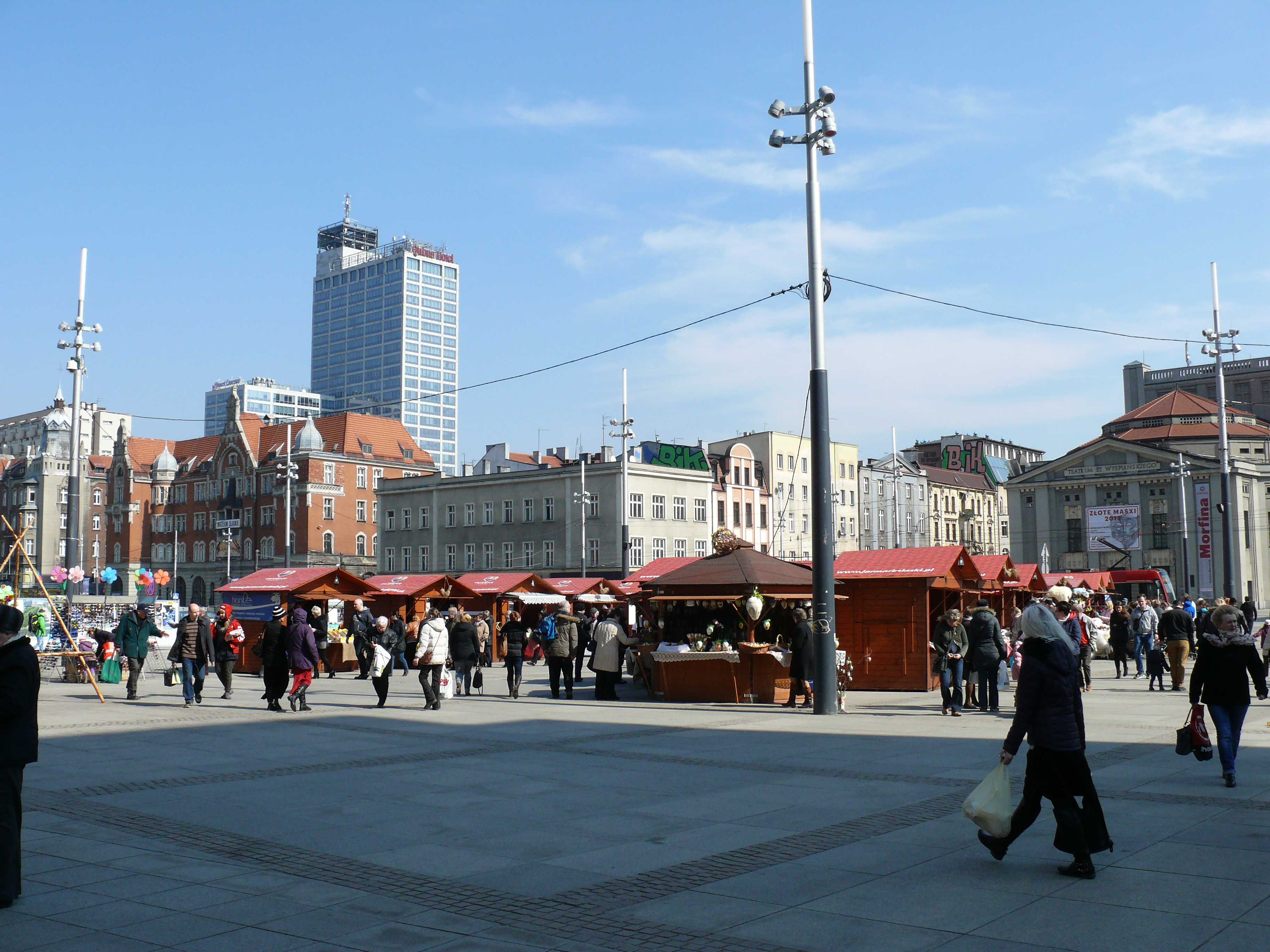
Blick auf den Nordostteil

Der Rynek (dt. „Marktplatz“, früher auch Friedrichsplatz) ist ein Platz in der Stadt Katowice in Polen. Er ist einer der zentralen Plätze in der Innenstadt von Katowice.
Auf dem Platz treffen mehrere Straßen aufeinander: als Hauptachsen die Aleja Wojciecha Karfantego, ul. Warszawska, ul. Adama Mickiewicza sowie die ul. 3 Maja und die ul. Świętego Jana. Auch wird unter dem Platz der Fluss Rawa durchgeführt. Seit 2002 wird sonntags wieder ein Trompetenmelodie gespielt, diese wurde von einem Amateurmusiker aus Bytom komponiert.

## Geschichte

Lage des Marktplatzes um 1823

Bereits im sechzehnten Jahrhundert gab es in der Umgebung eine für den regionalen Verkehr bedeutende Kreuzung. 1686 einigten sich Jan Mieroszewski von Mysłowic und Rudolf J. Kamieński mit Świętochłowice über Landstreitigkeiten, die das Dorf Katowice betrafen. Diese beinhaltenden auch den heutigen Markt und ein Gasthaus am Fluss (heute Rawa). Ein 1816 an dieser Stelle errichtetes Gasthaus wurde in einer Lithographie von Ernest Wilhelm Knippel gezeichnet. Heute befindet sich ungefähr dort das Dom Handlowy „Skarbek“. 1864 brach das Gebäude des Gasthofes zusammen. Gegenüber dem Gasthof wurde 1848 das Hotel Welt errichtet.

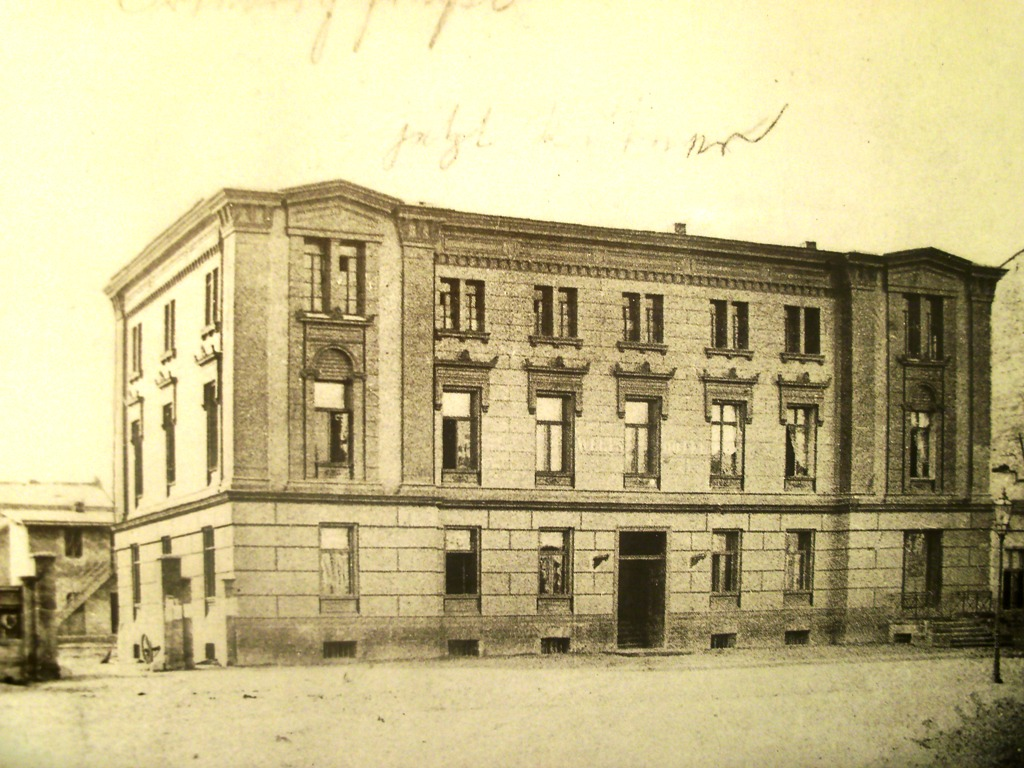
Das ehemalige Hotel „Welt“

Mitte der 1850er Jahre schuf Heinrich Moritz August Nottebohm einen Raumordnungsplan für Katowice, der dem Markt seine heutige Form geben und auch die Nord-, Süd- und Ost-West-Achsen bestimmen sollte. Im Laufe der letzten 150 Jahre hat sich das Gesicht des Marktes stark verändert, insbesondere die Nord- und die Südseite. Die Gebäude 4 und 5, an der Nordseite des Platzes, wurden 1938 im Zuge der Erweiterung abgerissen, die restlichen Gebäude dann in den sechziger Jahren des zwanzigsten Jahrhunderts. Die Westseite des Platzes bildeten die Gebäude 6 bis 9, die Südseite die Gebäude 11 bis 13. Das Gebäude Nummer 11 ist bis heute erhalten und hat mittlerweile die Adresse ul. Warszawska 1. Es wurde im ehemaligen Garten des Hotels „Welt“ errichtete. Das Hotel „Welt“ (Nummer 12) wurde schon 1848 errichtet, es wurde 1945 zerstört. An seiner Stelle wurde das Dom Handlowy „Zenit“ errichtet. Auf dem Grundstück Nummer 13 befand sich das Hotel „de Prusse“. Das ursprünglich zweigeschossige Gebäude wurde am Ende des neunzehnten Jahrhunderts um eine Etage aufgestockt. Gegen Ende des neunzehnten und Beginn des zwanzigsten Jahrhunderts begann man mit der Regulierung der Rawa und der Verkleinerung der Teiche im Bereich der Al. Karfantego.

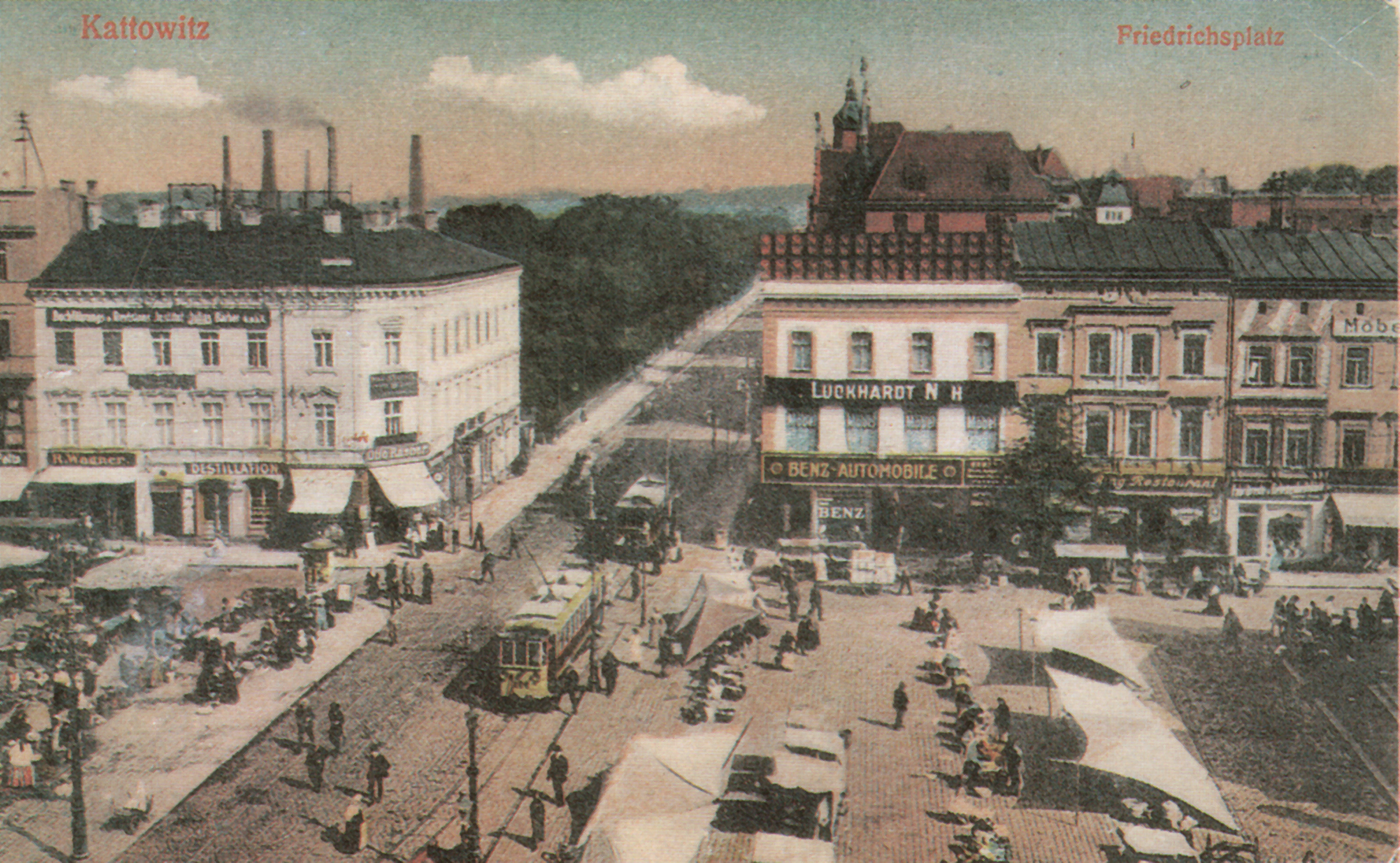
Friedrichplatz in Kattowitz

Von Mitte des neunzehnten Jahrhunderts bis 1921 trug der Platz den Namen Friedrichsplatz. Zwischen 1922 und 1939 hieß der Platz Rynek, von 1926 bis 1939 wurde er auch als plac Marszałka Piłsudskiego bezeichnet. In der Zeit von 1939 bis 1945 wurde er Ring benannt.
Der Platz war ursprünglich viel kleiner. An der Ostseite (Rynek 10) wurde von 1907 bis 1908 das Stadttheater nach Entwurf des Kölner Architekten Carl Moritz errichtet. Dafür wurde das alte Rathaus abgerissen. Heute befindet sich in dem Gebäude das Schlesische Theater. Ab 1926 wurden die Reste der Eisenhütte beseitigt und die Rawa unter dem Platz kanalisiert.
Am 27. August 1922 fanden auf dem Rynek die Feierlichkeiten zur Eingliederung von Teilen Oberschlesiens an Polen statt. Am 4. September 1939 wurden im Hof des Gebäudes Rynek in der damaligen ul. Zamkowej 80 Verteidiger durch deutsche Truppen erschossen. 1945 wurden Teile der Südseite des Platzes zerstört, unter anderem das Hotel „Welt“.
In den 1950er Jahren wurde ein neuer Raumentwicklungsplan für Katowice erstellt. In den 1960er und 1970er Jahren wurden historische Gebäude abgerissen, an ihrer Stelle wurden Gebäude im Stil des sozialistischen Realismus errichtet. Das erste Gebäude war das Dom Handlowy „Zenit“, das an Stelle des Hotels „Welt“ errichtet wurde. Als Folge dieser Umgestaltung verlor der Platz seine geschlossene Form und wurde zu einem reinen Verkehrsknotenpunkt von Straßenbahn und Autoverkehr.

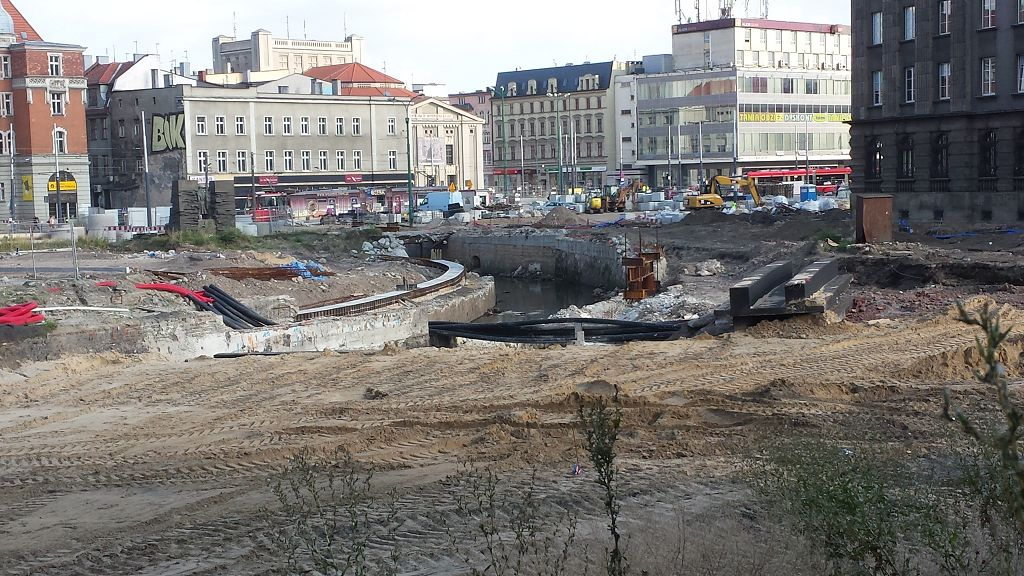
Die Rawa unter dem Rynek in Katowice

Seit 2005 gibt es Pläne, den Platz umzugestalten. Dazu hat es verschiedene Wettbewerbe gegeben. Im Januar 2010 wurden drei Konzepte für den Umbau vorgestellt, im Anschluss wurde im Februar zu den drei Konzepten eine Bürgerbefragung durchgeführt. An der Bürgerbefragung nahmen ca. 2000 Bürger teil. Die Arbeiten starteten 2011. Ein in den Entwürfen vorgesehener Tunnel wurde nicht verwirklicht. Die Umbaumaßnahmen begannen im März 2012, sollen Ende 2015 abgeschlossen sein und 288 Mio. Złoty kosten.

## Gebäude
Am Rynek stehen mehrere denkmalgeschützte Gebäude.
- Schlesisches Theater Rynek 2, erbaut von 1906 bis 1907
- Wohnhaus, Rynek 7, 1869 umgebaut 1922
- Wohnhaus, Rynek 6,
- Wohnhaus, Rynek 8,
- Wohnhaus, Rynek 9, 1907 ehemaliges Bankgebäude

Weitere Gebäude am Markt sind:
- Dom Handlowy „Zenit“ erbaut 1962
- Dom Prasy Śląskiej fertiggestellt 1963
- Dom Handlowy „Skarbek“ erbaut 1975

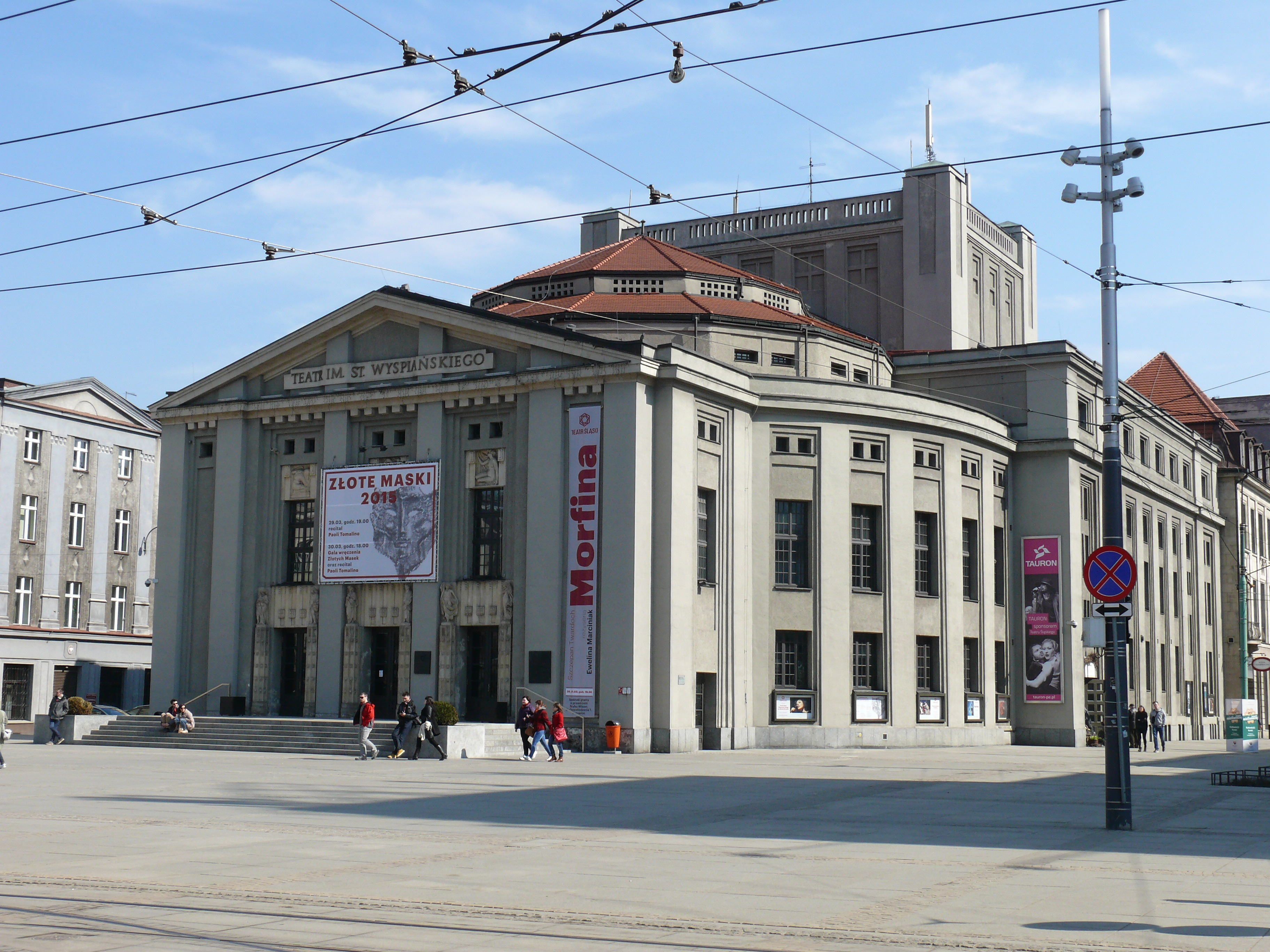
Schlesisches Theater
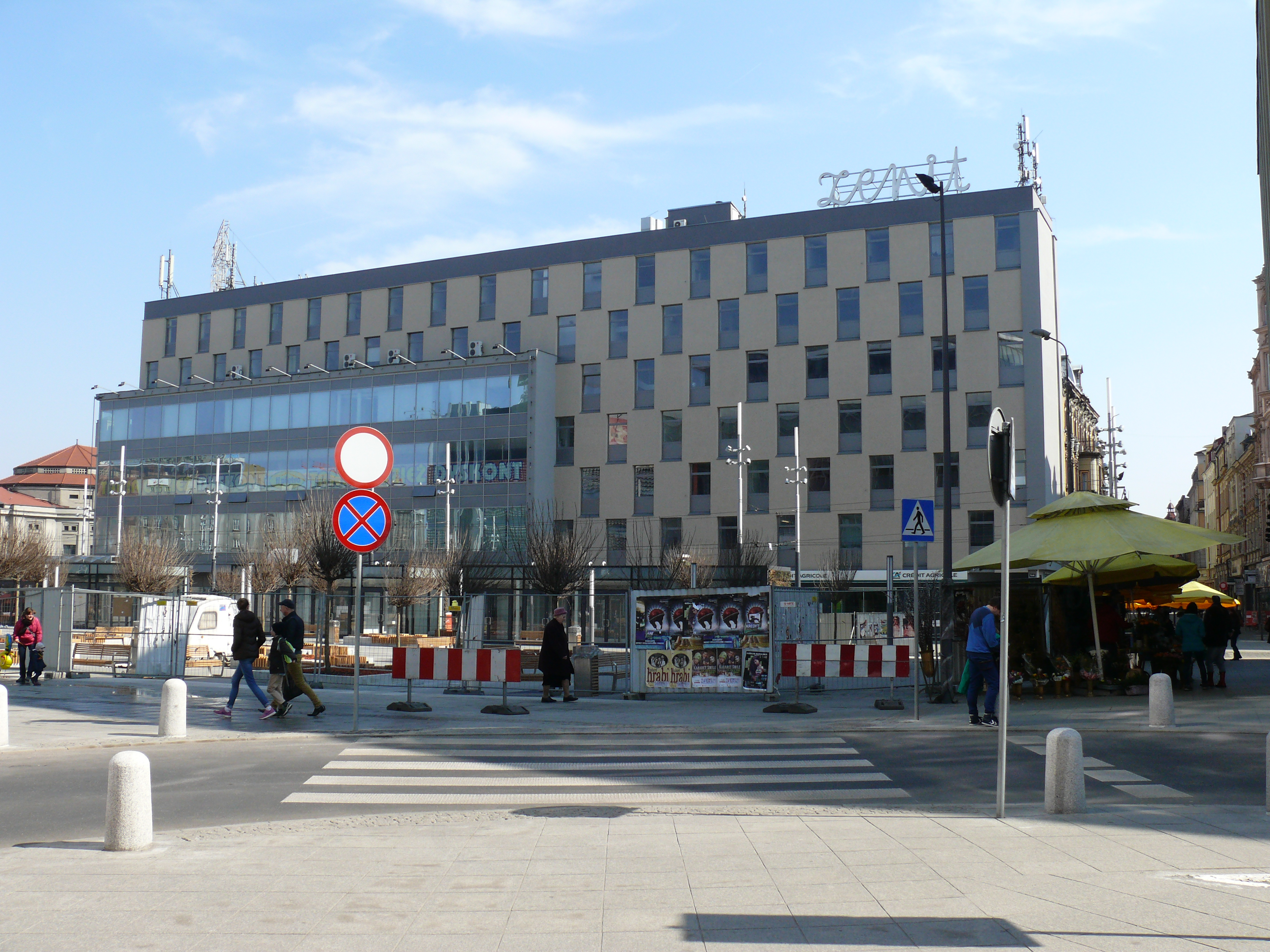
Kaufhaus "Zenit"
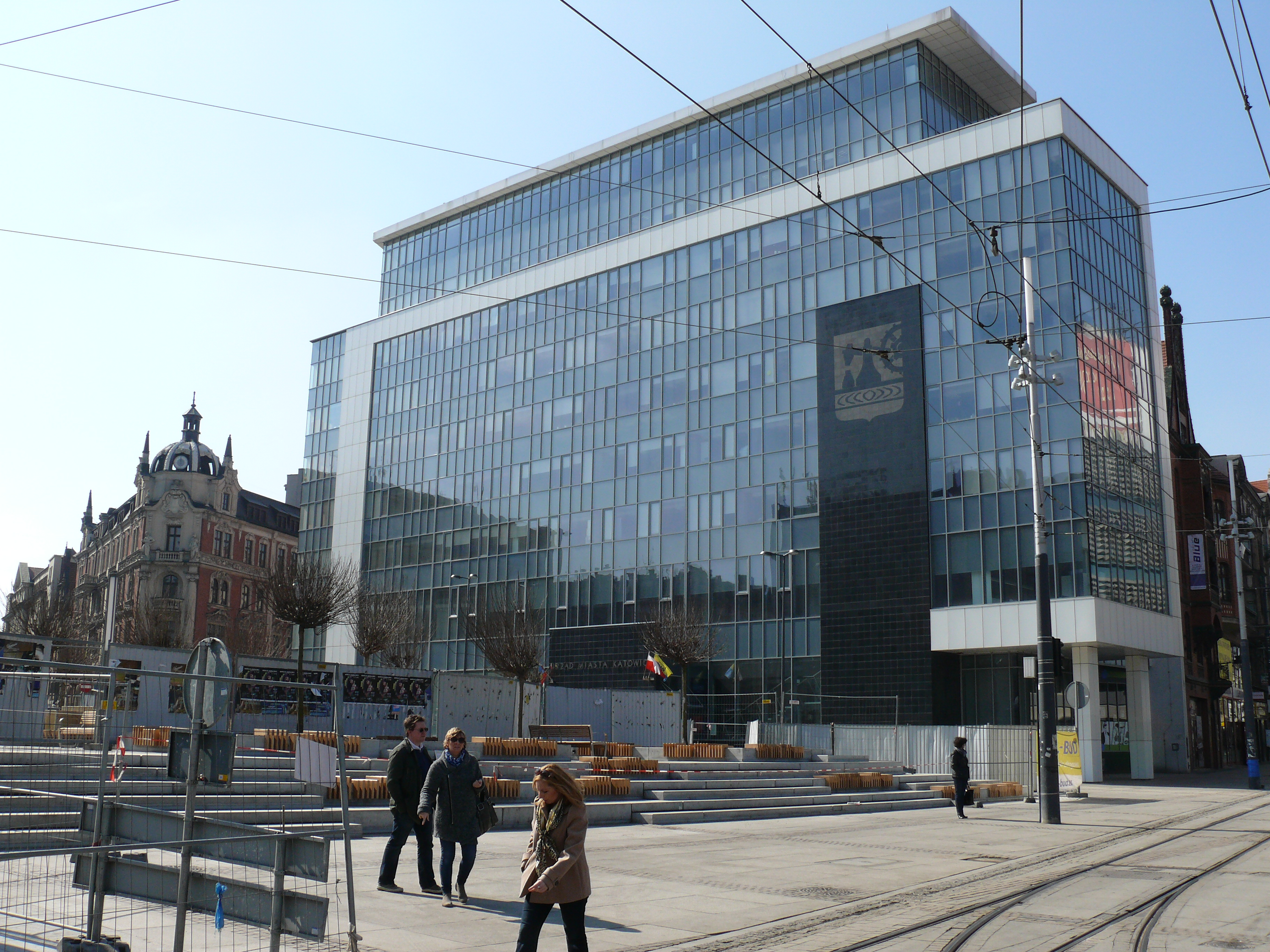
"Dom Prasy Slaskiej" – Pressehaus, in dem heute ein Teil der Stadtverwaltung beheimatet ist
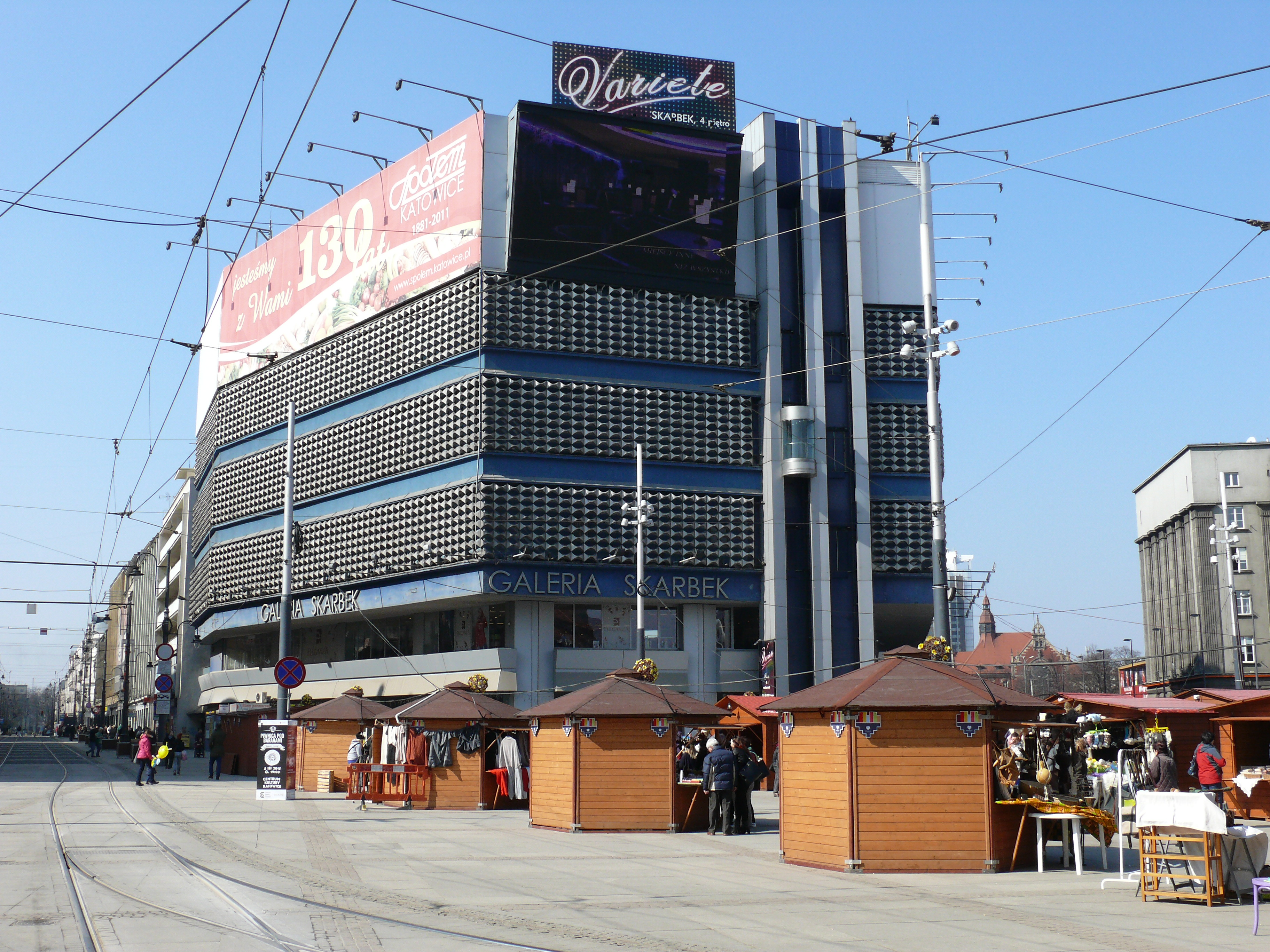
Galeria Skarbek
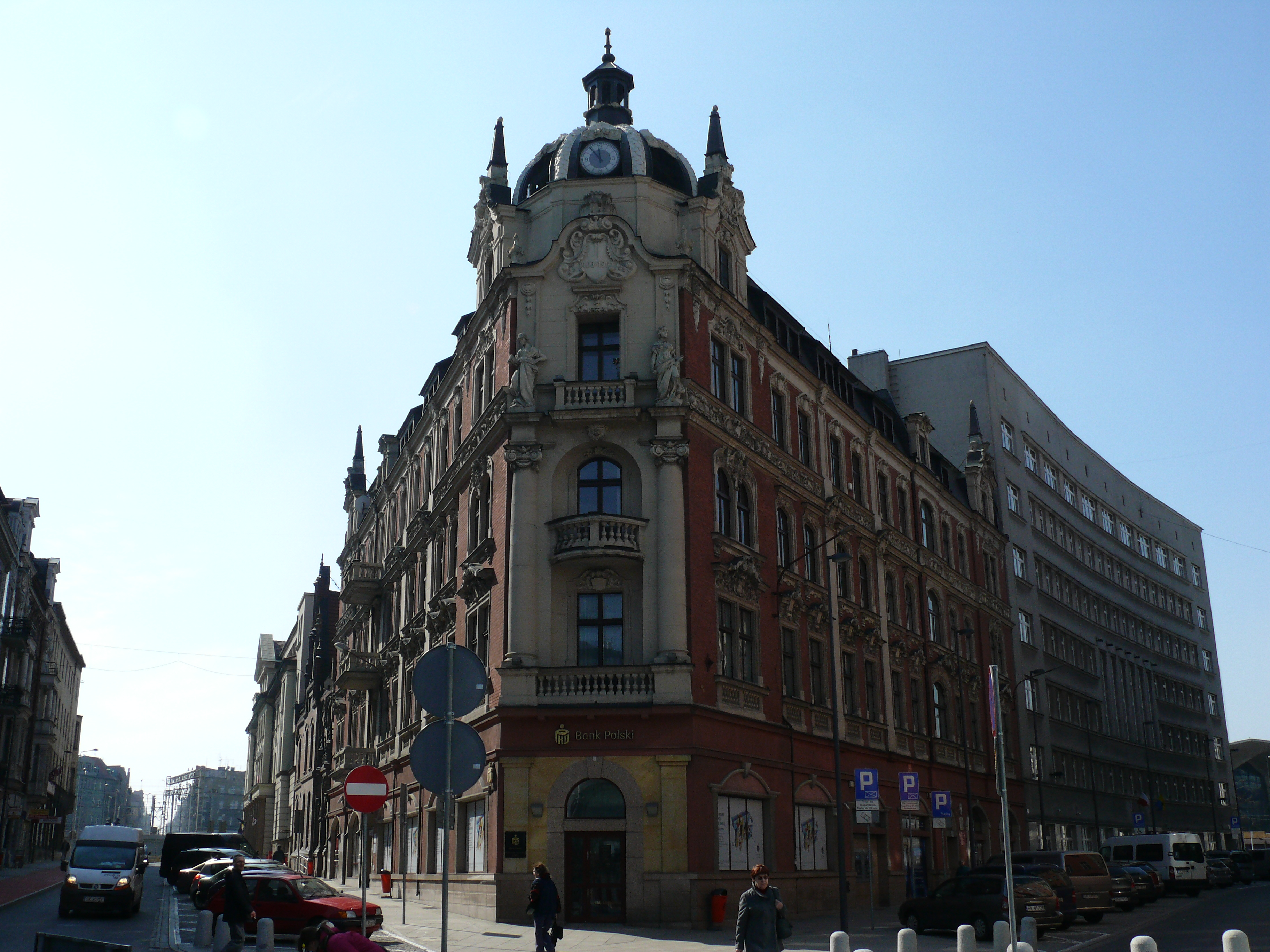
Historisches Bankgebäude von 1906 an der Südwestecke
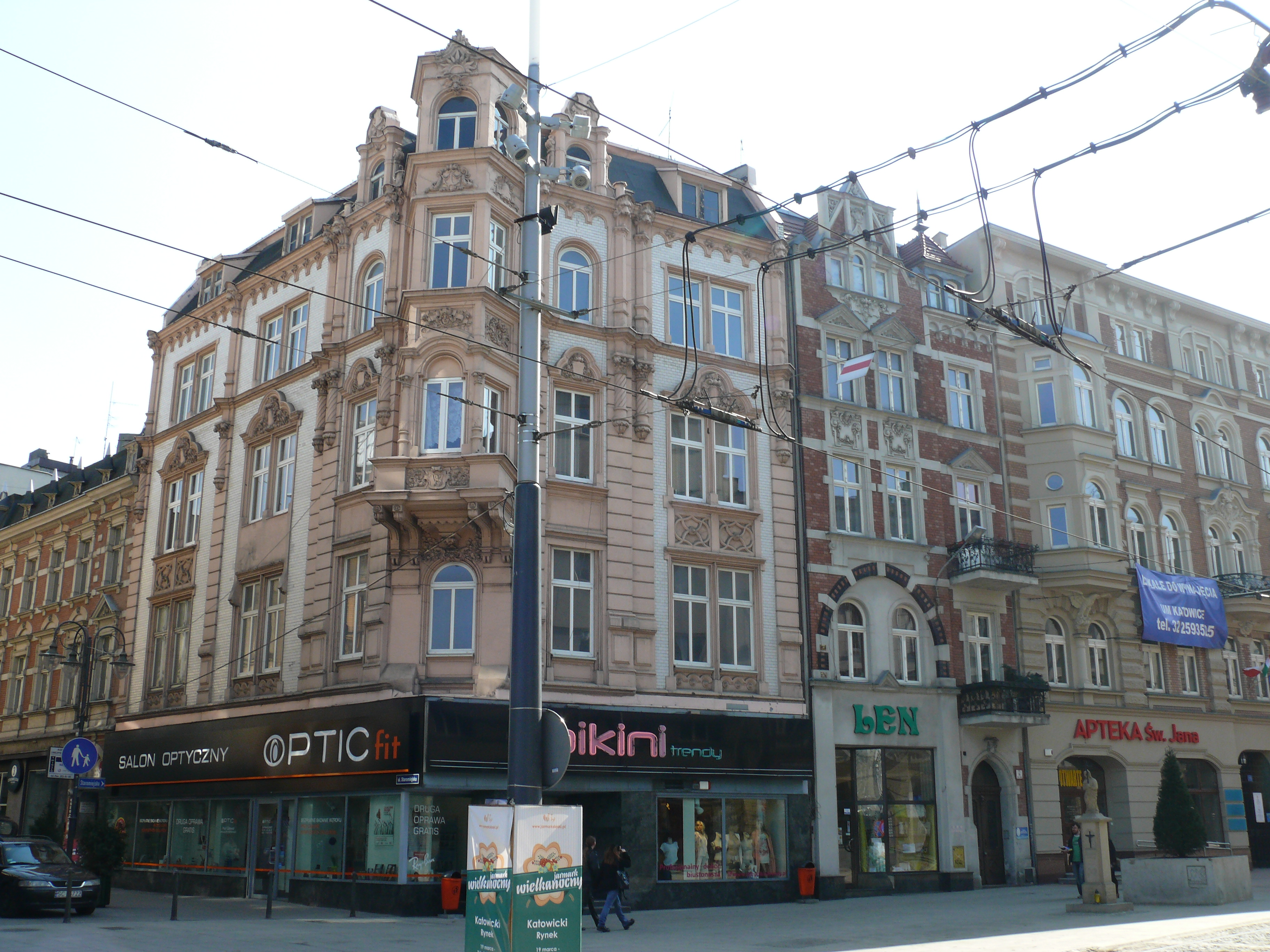
Historische Häuserzeile an der Südostecke

## Verweise